# Pieve di Capriasca
La pieve di Capriasca o pieve di Santo Stefano era il nome di un'antica pieve dell'arcidiocesi di Milano e del baliaggio di Lugano.
Il patrono era santo Stefano, al quale è ancora oggi dedicata la chiesa prepositurale di Tesserete.

## Storia
La pieve di Capriasca si formò, come in molti altri casi montani lombardi, sotto forma di una comunità di valle riunendo i rappresentanti dei singoli villaggi. I crinali montuosi che separano la conca del Ceresio da quella del Verbano fu oggetto delle mire opposte di Milano e Como, e delle rispettive diocesi: se sul piano amministrativo la disputa non si risolse che nell'ambito della generale sconfitta lariana da parte del Ducato di Milano, su quello ecclesiastico il primato del rito ambrosiano fu sempre indiscusso.
Nel 1512 l'intero territorio subì l'invasione dei confederati elvetici, che iniziarono una guerra quadriennale contro la Francia per il controllo del Nord Italia, conclusasi nel 1516 con il trattato di Friburgo che segnò la definitiva annessione alla Svizzera della pieve di Capriasca che, con quelle di Agno, Riva e Lugano entrò nel neocostituito Baliaggio di Lugano, dipendenza diretta della Confederazione.
All'epoca di Carlo e Federico Borromeo, la pieve ecclesiastica di Capriasca era retta dal prevosto di Porlezza, il quale agiva in qualità di vicario foraneo.
La pieve amministrativa e quella religiosa terminarono in periodi diversi: per la prima fu fatale l'invasione giacobina del 1798, allorquando fu soppressa assieme alle altre tre pievi del Distretto di Lugano, mentre la seconda terminò il secolo successivo quando il governo federale, come stava accadendo ovunque, pretese la rettifica dei confini ecclesiastici su quelli politici, e venne dunque creata una diocesi luganese separata da Milano, sebbene le singole parrocchie mantennero il loro originale rito liturgico.

## Parrocchie
Le parrocchie della Pieve erano:
- Tesserete, Chiesa di Santo Stefano (Capriasca), capo-pieve[3]
- Ponte Capriasca, Chiesa di Sant'Ambrogio (Ponte Capriasca)
- Origlio, Chiesa di San Vittore Mauro (Origlio)
- Bidogno, Chiesa di San Barnaba (Capriasca)